# رينيه ميهليتش
رينيه ميهليتش (بالسلوفينية: Rene Mihelič)‏ هو لاعب كرة قدم سلوفيني في مركز الوسط، ولد في 5 يوليو 1988 في ماريبور في سلوفينيا. شارك مع منتخب سلوفينيا تحت 21 سنة لكرة القدم ومنتخب سلوفينيا لكرة القدم. أما مع النوادي، فقد لعب مع ليفسكي صوفيا ونادي دبرتسني ونادي ماريبور وناسيونال ماديرا.

## وصلات خارجية
- رينيه ميهليتش على موقع الاتحاد الأوربي (الإنجليزية)
- رينيه ميهليتش على موقع قاعدة بيانات كرة القدم.إي يو (الإنجليزية)
- رينيه ميهليتش على موقع ناشيونال فوتبول تيمز (الإنجليزية)
- رينيه ميهليتش على موقع Soccerway.com (الإنجليزية)
- رينيه ميهليتش على موقع عالم كرة القدم.نت (الإنجليزية)